# Laylà Ba‘albakī
Laylà Ba‘albakī (àrab: ليلى بعلبكي, Laylà Baʿlbakī) (Beirut, 1934 - Londres, 21 d'octubre de 2023) fou una novel·lista, periodista, activista i feminista libanesa en llengua àrab.
Va créixer en el si d'una família xiïta molt tradicional que no valorava l'educació femenina, però, malgrat això, va estudiar literatura a la universitat i va treballar de secretària al Parlament del Líban. Posteriorment, va obtenir una beca per estudiar llengües orientals a París.
A causa de les seves crítiques públiques a l'islam i a les seves històries sexualment explícites, Ba‘albakī va ser portada a judici i la seva obra censurada en diverses ocasions. El seu activisme, que qüestionava els valors socials i explorava identitats femenines alternatives, la va convertir en una gran influència en el feminisme àrab contemporani.
Les seves novel·les Anā ahyà (Jo visc, 1958) i Al-aliha al-mamsuḫa (Els déus monstres, 1963) han constituït un reflex de l'intent d'alliberament de la dona àrab.